# Sylvain Ngabu
Sylvain Ngabu Chumbu est un homme politique du Congo-Kinshasa. Il est membre du gouvernement, ministre d’État de l'Enseignement supérieur et universitaire, au sein du gouvernement Gizenga depuis le 5 février 2007. Il a été secrétaire permanent du Parti lumumbiste unifié (PALU),.